# Oxyamerus polilloensis
Oxyamerus polilloensis är en kvalsterart som beskrevs av Corpuz-Raros och Ireneo L. Lit 2005. Oxyamerus polilloensis ingår i släktet Oxyamerus och familjen Oxyameridae. Inga underarter finns listade i Catalogue of Life.